# 菊池渙治
菊池 渙治（きくち かんじ、1919年（大正8年）6月10日 - 2003年（平成15年）6月16日）は、昭和時代後期から平成時代の政治家。青森県むつ市長。

## 経歴
青森県下北郡田名部町（現:むつ市）に生まれる。早稲田大学付属第二高等学院を経て、1943年（昭和18年）同大文学部を卒業する。一時東京府の私立佐藤高等女学校教諭を務めた後に帰郷し、田名部農業協同組合長・田名部町議会議員に。むつ市設置でむつ市議会議員になり、初代の市議会議長になると共に紅服装専門学校の設置者などを務める。
1967年（昭和42年）に青森県議会議員に転じ、2期目途中の1973年（昭和48年）に原子力船「むつ」の受け入れ阻止グループから請われる立場でむつ市長選に出馬。当選を果たすものの、翌1974年（昭和49年）に「むつ」が航海中に放射線漏れ事故が発生。漁業関係者の抗議や反対の中で「むつ」の大湊港からの撤収と12億円にものぼる地域振興予算の合意を纏めた。再選を目指した1977年（昭和52年）の市長選では前市長に敗れたが1981年（昭和56年）の市長選で返り咲き、「むつ」の大湊港への回航に反対。しかし「むつ」は大湊港に入港され、1985年（昭和60年）の市長選で落選。退任後の1987年（昭和62年）に青森県議へ復帰し、青森県議通算3期・むつ市長通算2期を務めた。
2003年（平成15年）6月16日、急性心不全のためむつ市の自宅で死去。

## 栄典
勲章等
- 1987年（昭和62年） - 青森県褒章[1]
- 1993年（平成5年） - 勲三等瑞宝章[1]